# Casa de l'ànima

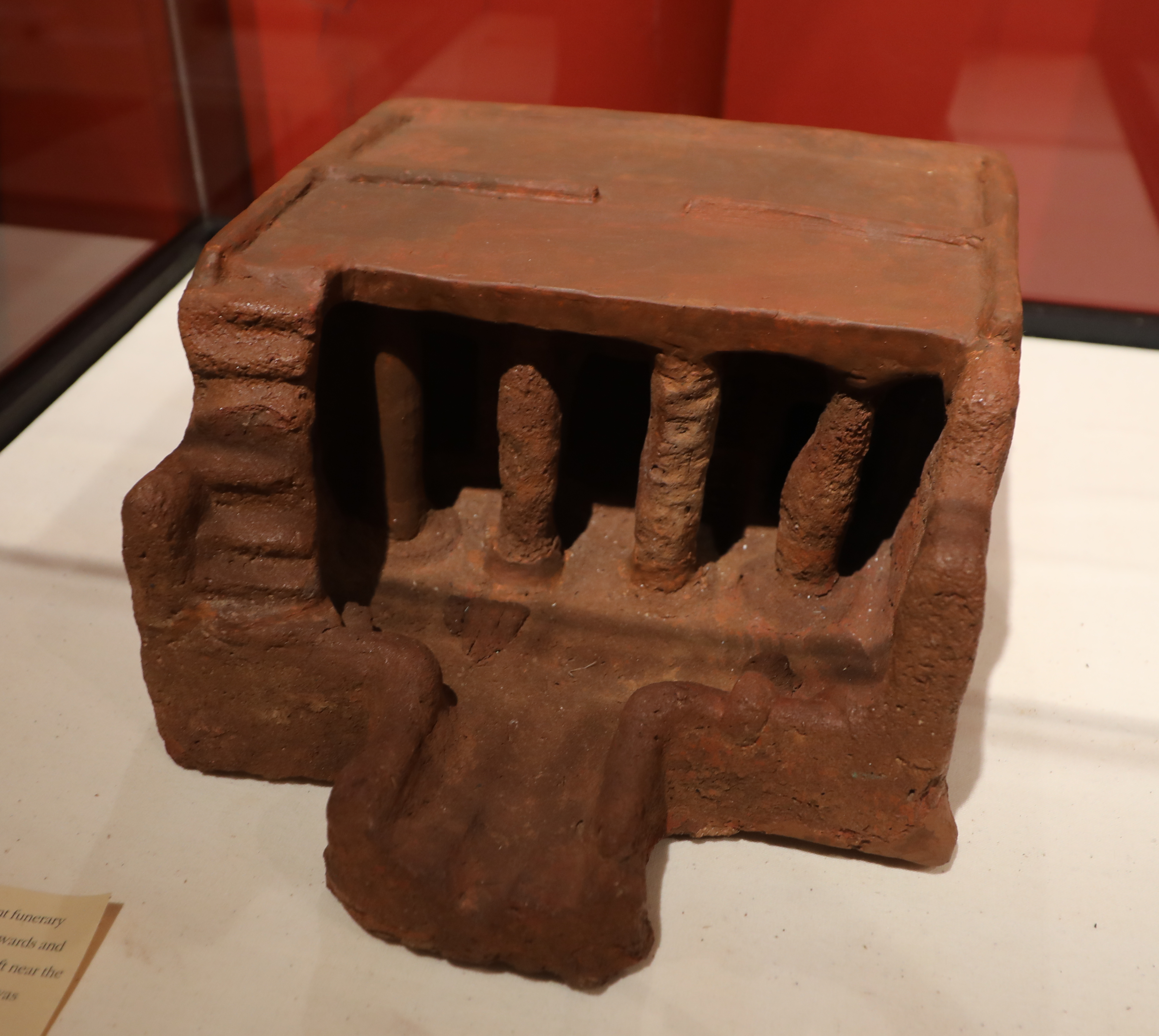
Un model d'una casa de l'ànima

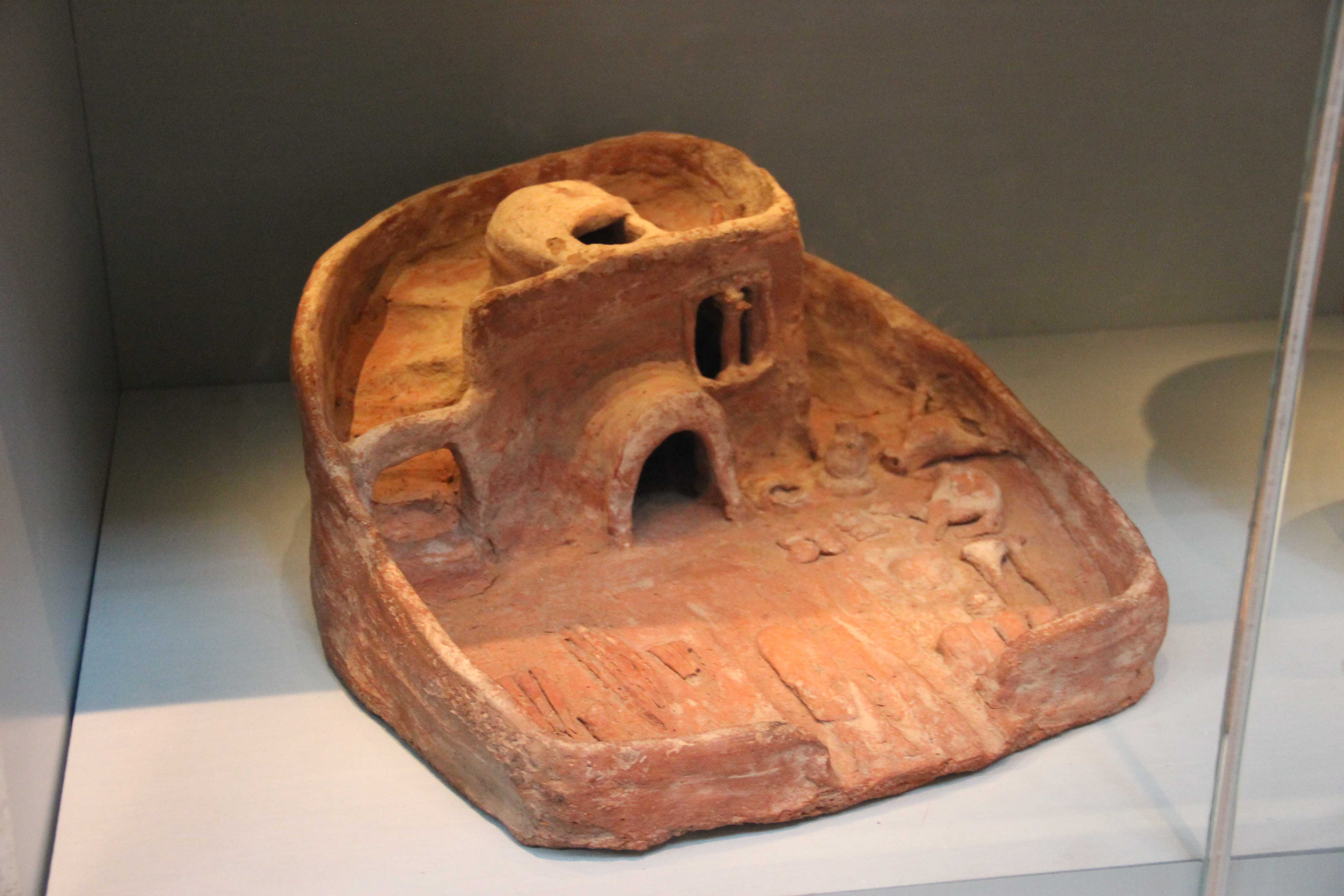
Casa egípcia de l'ànima d'argila cuita. Dinastia XII

Una casa de l'ànima era una safata d'ofrenes feta de ceràmica, emprada per la gent del poble, i solia incloure una casa en miniatura, que s'associava a les tombes de l'Antic Egipte a partir de l'Imperi Mitjà.
Les cases de l'ànima es col·locaven a fora de les tombes per a marcar-les, per tal que servissen d'allotjament i manteniment en l'altra vida.
Les safates podien ser des de molt senzilles, sense casa, fins a còpies de cases molt elaborades, amb pis o capelles de culte amb elements arquitectònics. A més a més de la casa, hi havia representacions en argila d'ofrenes d'aliments, com ara peix, verdures, pa, carn i recipients. Algunes també tenien una part en forma de canal, des d'on s'abocava ritualment líquid sobre la casa de l'ànima perquè fluís.
Sembla que la casa devia ser un lloc perquè visqués el ka del difunt, tot i que aquesta teoria ha perdut pes amb el temps i l'opinió actual és que les safates servien sobretot per a oferir ofrenes d'aliments o més aviat els seus models d'argila.
Les maquetes de les cases s'han emprat per a observar l'aspecte que tindrien les cases típiques de l'època.